# Outlander (bogserie)
Outlander er en serie af historiske fantasyromaner af den amerikanske forfatter Diana Gabaldon.  Gabaldon skrev det første bind af serien, Den engelske kvinde, i slutningen af 1980'erne, med udgivelse i USA i 1991.  Hun har udgivet ni ud af planlagte ti bind.  I marts 2021 skrev Gabaldon den niende roman, Go Tell the Bees That I Am Gone, færdig. Forlaget har annonceret en engelsksproget udgivelsesdato den 23. november 2021.
Outlander-serien handler om den britiske sygeplejerske Claire Randall, som i 1940'erne teleporteres tilbage i tiden til det 18. århundredes skotske højland og møder her eventyr og romantik sammen med den flotte soldat Jamie Fraser. Bøgerne har solgt over 25 millioner eksemplarer verden over med tal fra august 2014.
Blandt de mange afledte værker er to noveller, tre kortromaner, en bogserie om den faste bifigur kendt fra Outlander-universet, Lord John Gray, en grafisk roman, en musical og en tv-serie.

## Forlagshistorik

### Outlander-bogserien

#### Romaner
1. Den engelske kvinde (1991,  2018)
2. Guldsmed i rav ( 1992, 2018)
3. Den rejsende (1994,  2018)
4. Trommer i det fjerne (1997,  2018)
5. Det brændende kors (2001,  2019)
6. Et pust af sne og aske (2005,  2020)
7. Sangen i knoglerne (2009,  2020)
8. Skrevet med mit hjerteblod (2014,  2021) [16]
9. Go Tell the Bees That I Am Gone (2021) [17]

#### Lydbøger
Outlander-serien er udgivet på lydbog på dansk under indtaling af Maria Garde.

### Kortromaner og noveller
- "A Leaf on the Wind of All Hallows" (2010), en novelle i serien Songs of Love and Death, senere samlet i A Trail of Fire (2012), [19] og Seven Stones to Stand or Fall (2017). Den fortæller 2. verdenskrigshistorien om Roger MacKenzie Wakefields forældre Jerry og Dolly, hvor Jerry opdager mysteriet om bautastenene. [20] [21] [22] [23] [24]
- The Space Between (2013), en roman i serienThe Mad Scientist's Guide to World Domination, senere samlet i A Trail of Fire (2012) [19] og Seven Stones to Stand or Fall (2017). Den fortæller om Joan MacKimmies rejse (Jamie Frasers stedatter) og Michael Murray (Jenny Fraser Murrays søn). [25]
- Virgins (2013), en kortroman i serien Dangerous Women, [26] [27] [28] [29] og samlet i Seven Stones to Stand or Fall (2017). Foregår i 1740''ernes Frankrig og introducerer den 19-årige Jamie Fraser, da han og hans 20-årige ven Ian Murray bliver unge lejesoldater. [26] [27] [28] [29]
- "Past Prologue" (2017), en novelle i serien MatchUp. Den er skrevet som et samarbejde mellem Steve Berry og Diana Gabaldon, og er en historie der smelter deres to fiktive universer sammen, da Cotton Malone, fra Berrys romaner, møder Jamie Fraser.
- A Fugitive Green (2017), en novelle udgivet som del af Gabaldons serie Seven Stones to Stand or Fall. I den optræder Hal Gray, bror til Lord John Gray, og hans kommende kone Minerva.

### Grafisk roman
I 2010 udformede Gabaldon den første tredjedel af Outlander-serien til en grafisk roman, illustreret af Hoang Nguyen.

### Lord John-serien
Lord John-serien er en række romaner og kortere værker, der omhandler om Lord John Gray, en tilbagevendende bifigur fra Outlander-serien. Spin-off-serien består af fem noveller og tre romaner, der alle finder sted mellem 1756 og 1761, samtidig med begivenhederne i Gabaldons Den rejsende. Fortællingerne kan generelt kategoriseres som historiske mysterier, og de tre romaner er kortere og fokuserer på færre plottråde end Outlander-bøgerne. Flere af Lord John-bøgerne er udgivet på lydbog på engelsk, indtalt af Jeff Woodman.

### Andet
- The Outlandish Companion (1999), en guide til Outlander-serien, der indeholder synopser, en karakterguide og andre noter og oplysninger; revideret og opdateret iThe Outlandish Companion (bind 1) (2015) [30]
- The Outlandish Companion (bind 2) (2015) [31] [32]

## Figurer
- Claire Beauchamp Randall Fraser, hovedpersonen i Outlander, sygeplejerske fra det 20. århundrede (og senere læge), der rejser tilbage i tiden til 1700-tallet
- Jamie Fraser, Claires mand fra det 18. århundrede
- Frank Randall, Claires mand fra det 20. århundrede
- Brianna Randall, Claire og Jamies datter
- Roger Wakefield, historiker fra det 20. århundrede
- Jonathan "Black Jack" Randall, Franks sadistiske forfader fra 1700 -tallet
- Lord John Gray, en bifigur i hovedserien og hovedperson i spin-off Lord John- serien

## Musical
I 2010 blev en 14-sangscyklus baseret på Outlander udgivet under titlen Outlander: The Musical .  Med musik af Kevin Walsh og tekster af Mike Gibb blev projektet godkendt af Gabaldon, efter at Gibb havde henvendt sig til forfatteren i Skotland med ideen om at tilpasse sin roman til en sceneproduktion.  Som Gabaldon huskede: "Jeg grinede og sagde: 'Det er den vildeste idé, jeg nogensinde har hørt - fortsæt.' Så det gjorde de, og resultaterne var fantastiske. "  Selvom sceneproduktionen fortsat er under udvikling,  er 14-nummers cyklus tilgængelig på cd fra Amazon.com og til download på iTunes .  
I 2012 indgik Broadway-komponisten Jill Santoriello et samarbejde med Gibb og Walsh om projektet, skrev musikken samt teksten til en ny sang sammen med Gibb kaldet "One More Time".   Sangen blev indspillet med vokal af Rebecca Robbins.  

## Tv -serie
I juni 2013 bestilte Starz 16 afsnit af en tv-tilpasning, og produktionen begyndte i oktober 2013 i Skotland.  Serien havde premiere i USA den 9. august 2014 med Caitriona Balfe og Sam Heughan som hovedrollerne Claire og Jamie.  Serien er siden blevet fornyet med flere sæsoner og frem til nu en femte og sjette sæson  

## Eksterne links
- Officiel hjemmeside
- "An Outlander Family Tree (Official)". Random House. 2014.
- Outlander Podcasts. Arkiveret fra originalen 25. oktober 2014. Hentet 16. september 2021.